# Diego de Almagro (conquistador)

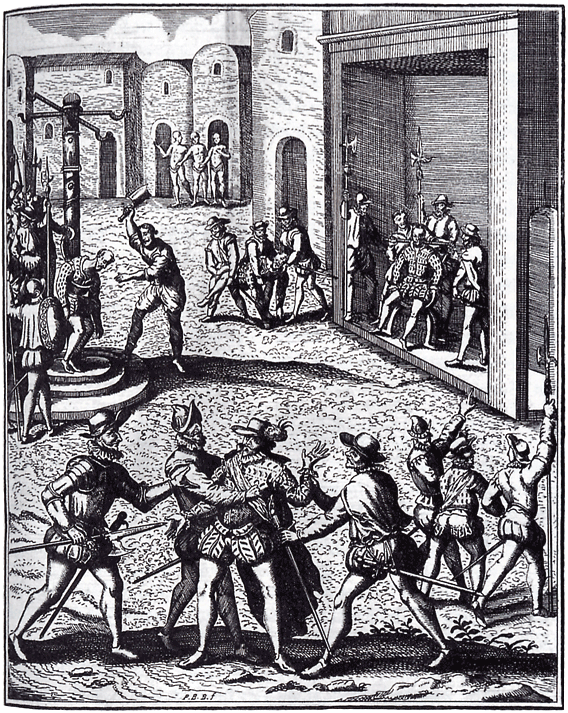
Arrestatie en executie van Almagro

Diego de Almagro, bijgenaamd El Adelantado (Almagro (Portugal), 1475 – Cuzco (Peru), 8 juli 1538) was een Spaanse conquistador en een metgezel en rivaal van Francisco Pizarro. Hij werd geboren in Aldea del Rey in Spanje. Volgens een andere bron was hij een vondeling uit het dorp waaraan hij zijn naam verbond.

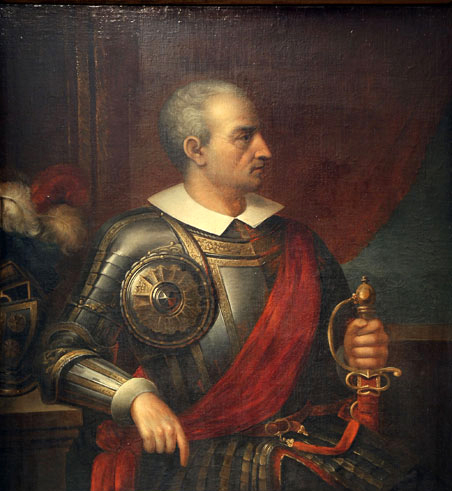
Diego de Almagro

In 1525 sloot hij zich in Panama aan bij Pizarro en Hernando de Luque voor de verovering van Peru.
Almagro wordt gezien als Europese ontdekker van Chili. Na de Spaanse verovering van Peru was Almagro ontevreden dat het land zonder een belangrijke rol voor hem aan Pizarro was gegeven. Na enig klagen kreeg hij Spaanse koninklijke toestemming om het gebied ten zuiden van Peru te veroveren. Zijn epische reis zuidwaarts begon in Cuzco, Peru. Met behulp van Inca Paullu, een zoon van de Inca-heerser Huayna Capac, leidde hij zijn mensen over de bergen van de Andes, ter hoogte van de huidige stad Copiapo. Dit kostte aan velen het leven. Hij reisde verder zuidwaarts naar de rivier Aconcagua, waar hij vijandige Mapuche Indianen zag en besloot terug noordwaarts te gaan, zonder de schat en de rijkdom te vinden die hij zocht. Op zijn reis naar het noorden kwam hij in de Atacama-woestijn terecht, waar gebrek aan water en voedsel zijn tol eiste. In het door hem ontdekte gebied, het tegenwoordige Chili, heeft hij geen enkele stad opgericht.
Bij zijn terugkeer naar Peru in 1537 was de verbitterde Almagro begerig om de rijkdom van de stad van Cuzco voor zich te claimen. In het jaar ervoor had Manco Inca Yupanqui kort de koninklijke stad heroverd en de Spaanse greep in de Heilige Vallei verzwakt. In de hoop op hulp van de Inca, bood Almagro Manco Inca Yupanqui excuses aan namens de Spaanse overheid. Manco Inca sloot zich nooit officieel aan bij Almagro in zijn aanval op Cuzco. Nochtans marcheerde het grootste deel van het leger van Hernando Pizarro door de Andes in achtervolging van Manco Inca, hetgeen Almagro's mensen in staat stelde om de stad voor zich op te eisen.
Pizarro versloeg Almagro bij de Slag van Las Saliprea (dicht bij Cuzco) in april 1538. Almagro werd drie maanden later geëxecuteerd. Zijn mensen keerden zich vervolgens tegen Francisco Pizarro en doodden hem in Lima in 1541.